# فولیکول ثانویه

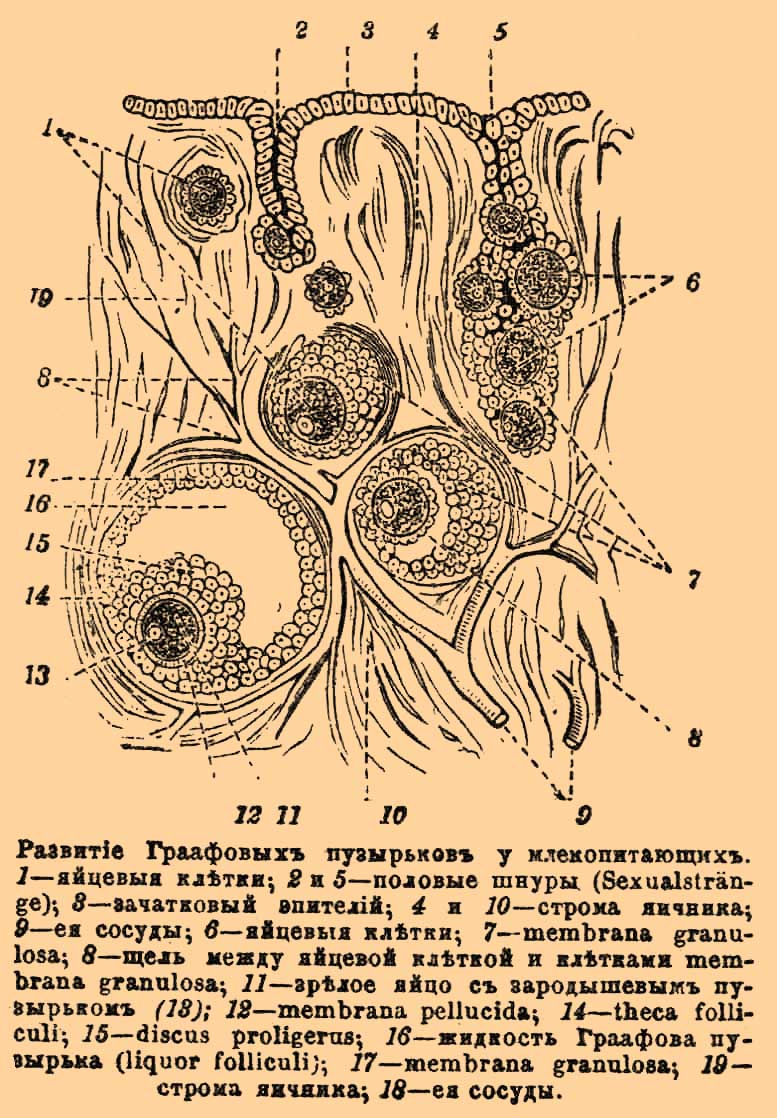
فولیکول ثانویه

فولیکول ثانویه یا آنترال (به انگلیسی: antral follicle) که برخی آن را با فولیکول بالغ (گرآف) یکسان می‌دانند، یک فولیکول تخمدانی است که در مرحله دوم فولیکولوژنز پدید می‌آید.
تعاریف محققان هنگام تکامل یک فولیکول در مرحله‌بندی فولیکولوژنز متفاوت است، برخی بیان می‌کنند که فولیکول آنترال هنگام ورود به مرحله ثانویه پدید می‌آید و پس از آن به فولیکول بالغ یا گرآف تبدیل می‌شود و برخی دیگر نیز بر این عقیده هستند که هنگام ورود به مرحله سوم تشکیل این فولیکول صورت می‌گیرد.

## مشخصات
فولیکول آنترال با تشکیل یک حفره پر از مایع به نام آنتروم در مجاورت تخمک، پدید می‌آید. سلول‌های گرانولوزا و تکا به همراه افزایش حجم آنتروم به میتوز خود ادامه می‌دهند. بعد از این مرحله، فولیکول گرآف یا بالغ پدید می‌آید و در طول تخمک‌گذاری به حداکثر قطر خود (۲۰–۲۲ میلی‌متر) می‌رسد. فولیکول‌های آنترال می‌توانند به اندازه بسیار بزرگی دست یابند و تنها در صورت وجود مقادیر زیادی از هورمون محرک فولیکول (FSH) که در این مرحله از فولیکولوژنز به بالاترین مقدار خود می‌رسد، به وجود می‌آید.
با فرمان گرادیان مورفوژنیک ترشح شده از تخمک، سلول‌های گرانولوزای فولیکول آنترال شروع به تمایز خود به چهار زیرگروه متمایز می‌کنند: کرونا رادیاتا که زونا شفاف را احاطه کرده است، غشایی که در داخل لایه بازال قرار دارد، پری آنترال که در مجاورت آنتروم قرار دارد و کومولوس افوروس که سلول‌های غشایی و تاج رادیاتا گرانولوزا را به یکدیگر متصل می‌کند. هر نوع سلول در پاسخ به FSH رفتار متفاوتی دارد.

## تأثیر غدد درون‌ریز
سلول‌های تکا، گیرنده‌های دریافت کننده هورمون لوتئینیزه کننده (LH) را سنتز می‌کنند. LH سبب تولید آندروژن توسط سلول‌های تکا می‌شود، به ویژه آندروستندیون که توسط سلول‌های گرانولوزا برای تولید استروژن، عمدتاً استرادیول، به کار می‌رود. در نتیجه این فرایند، سطح استروژن شروع به افزایش می‌کند.

## شمارش فولیکول آنترال
َشماره فولیکول‌های آنترال (AFC) تعداد فولیکول‌هایی است که معمولاً در هر دو تخمدان با هم شروع به تشکیل می‌کنند و با سونوگرافی ترانس واژینال قابل تشخیص است.
AFC پایین عامل اصلی در تشخیص ذخایر ضعیف تخمدان است که باروری ضعیف را به همراه دارد. این عارضه با تعداد کم تخمک‌های باقی‌مانده در تخمدان‌ها مشخص می‌شود و معمولاً با سطوح بالای هورمون محرک فولیکول (FSH) همراه است. چندین مطالعه نشان می‌دهد که آزمایش AFC در پیش‌بینی نتیجه IVF دقیق‌تر از آزمایش FSH پایه برای زنان مسن‌تر (سن کمتر از ۴۴ سال) عمل می‌کند. با این حال، به نظر نمی‌رسد این آزمایش‌ها، اطلاعات پیش‌بینی‌کننده‌ای در مورد میزان موفقیت بارداری بدهند. تعداد فولیکول آنترال همچنین عامل اصلی موفقیت بارداری در روش تحریک بیش از حد تخمدان است.
هنگام انجام سونوگرافی برای تعداد فولیکول‌های آنترال، سه دسته وجود دارد:
- تعداد فولیکول کم (۱–۳): ذخیره تخمدان کم و افزایش خطر یائسگی در ۷ سال آینده.
- تعداد فولیکول‌های طبیعی (۴–۲۴): مقدار طبیعی فولیکول برای زنان در سنین باروری.[۶]
- تعداد فولیکول بالا (>=): خطر بالای هیپرآندروژنیسم.

پیشنهاد شده است که شمارش فولیکول‌های آنترال با قطر ۲–۵ یا ۴–۶ میلی‌متر اهمیت بیشتری داشته باشد. از سوی دیگر، احتمال می‌رود که تعداد فولیکول‌های آنترال کوچکتر (۲–۵ میلی‌متر) با تعداد کل فولیکول‌های آنترال (۲–۱۰ میلی‌متر) ارتباط زیادی داشته و بررسی همه فولیکول‌های آنترال قابل شناسایی ۲–۱۰ میلی‌متر برای مقیاس AFC اهمیت بالایی داشته باشند. اندازه‌گیری قطر عملی‌ترین روش برای ارزیابی AFC در عمل بالینی ارائه می‌شود.
ردیابی فولیکولی خودکار سه بعدی (۳ بعدی) یک تکنیک در حال توسعه است که می‌تواند اختلاف‌های معمول بین اندازه واقعی فولیکول و آن چیزی که توسط آزمایشگر برآورد می‌شود را در تخمین AFC به‌طور قابل ملاحظه ای کاهش دهد.